# Campeonato Juvenil de la AFC 1998
El Campeonato Juvenil de la AFC 1998 se llevó a cabo del 17 al 31 de octubre en Chiang Mai, Tailandia y contó con la participación de 10 selecciones juveniles de Asia que disputaron una eliminatoria para llegar al torneo.
Corea del Sur venció en la final a Japón para ganar el título por novena ocasión.

## Participantes
| - Catar - China - Irak - Japón - Corea del Sur | - India - Tailandia (anfitrión) - Kazajistán - Arabia Saudita - Kuwait |

## Fase de grupos

### Grupo A
| País           | J | G | E | P | GF | GC | GD | PTS |
| -------------- | - | - | - | - | -- | -- | -- | --- |
| Arabia Saudita | 4 | 3 | 1 | 0 | 5  | 1  | +4 | 10  |
| Kazajistán     | 4 | 2 | 1 | 1 | 7  | 5  | +2 | 7   |
| Tailandia      | 4 | 1 | 3 | 0 | 6  | 2  | +4 | 6   |
| Kuwait         | 4 | 0 | 2 | 2 | 2  | 5  | -3 | 2   |
| India          | 4 | 0 | 1 | 3 | 3  | 10 | -7 | 1   |

| 17 octubre     |       |                |
| Tailandia      | 0 - 0 | Arabia Saudita |
| Kazajistán     | 3 - 2 | India          |
| 19 octubre     |       |                |
| Tailandia      | 4 - 0 | India          |
| Kuwait         | 0 - 1 | Arabia Saudita |
| 21 octubre     |       |                |
| Kuwait         | 0 - 2 | Kazajistán     |
| Arabia Saudita | 2 - 0 | India          |
| 23 octubre     |       |                |
| India          | 1 - 1 | Kuwait         |
| Kazajistán     | 1 - 1 | Tailandia      |
| 25 octubre     |       |                |
| Arabia Saudita | 2 - 1 | Kazajistán     |
| Tailandia      | 1 - 1 | Kuwait         |

### Grupo B
| País          | J | G | E | P | GF | GC | GD | PTS |
| ------------- | - | - | - | - | -- | -- | -- | --- |
| Corea del Sur | 4 | 3 | 1 | 0 | 8  | 3  | +5 | 10  |
| Japón         | 4 | 2 | 1 | 1 | 13 | 6  | +7 | 7   |
| China         | 4 | 1 | 1 | 2 | 7  | 8  | -1 | 4   |
| Catar         | 4 | 1 | 1 | 2 | 2  | 6  | -4 | 4   |
| Irak          | 4 | 1 | 0 | 3 | 6  | 13 | -7 | 3   |

| 18 octubre    |       |               |
| Corea del Sur | 3 - 2 | China         |
| Catar         | 2 - 1 | Irak          |
| 20 octubre    |       |               |
| Catar         | 0 - 0 | Corea del Sur |
| Japón         | 2 - 2 | China         |
| 22 octubre    |       |               |
| Japón         | 6 - 2 | Irak          |
| China         | 1 - 0 | Catar         |
| 24 octubre    |       |               |
| Catar         | 0 - 4 | Japón         |
| Irak          | 0 - 3 | Corea del Sur |
| 26 octubre    |       |               |
| China         | 2 - 3 | Irak          |
| Corea del Sur | 2 - 1 | Japón         |

## Fase final

### Semifinales
| Equipo 1      | Resultado   | Equipo 2       |
| ------------- | ----------- | -------------- |
| Japón         | 4-2         | Arabia Saudita |
| Corea del Sur | 2-2 (4-3 p) | Kazajistán     |

### Tercer lugar
| Equipo 1       | Resultado | Equipo 2   |
| -------------- | --------- | ---------- |
| Arabia Saudita | 3-1       | Kazajistán |

### Final
| Equipo 1 | Resultado | Equipo 2      |
| -------- | --------- | ------------- |
| Japón    | 1-2       | Corea del Sur |

## Campeón
| Campeonato Juvenil de la AFC 1998 |
| --------------------------------- |
| Bandera de Corea del Sur          |
| Corea del Sur 9º Título           |

## Clasificados al Mundial Sub-20
| - Arabia Saudita - Corea del Sur | - Japón - Kazajistán |